# 소철꼬리부전나비
소철꼬리부전나비는 나비목 부전나비과의 곤충이다. 한반도에서는 미접으로 취급되며, 2005년 9월에 주흥재가 제주도 서귀포시 하예동에서 채집해 2006년에 처음 기록했다.

## 사진

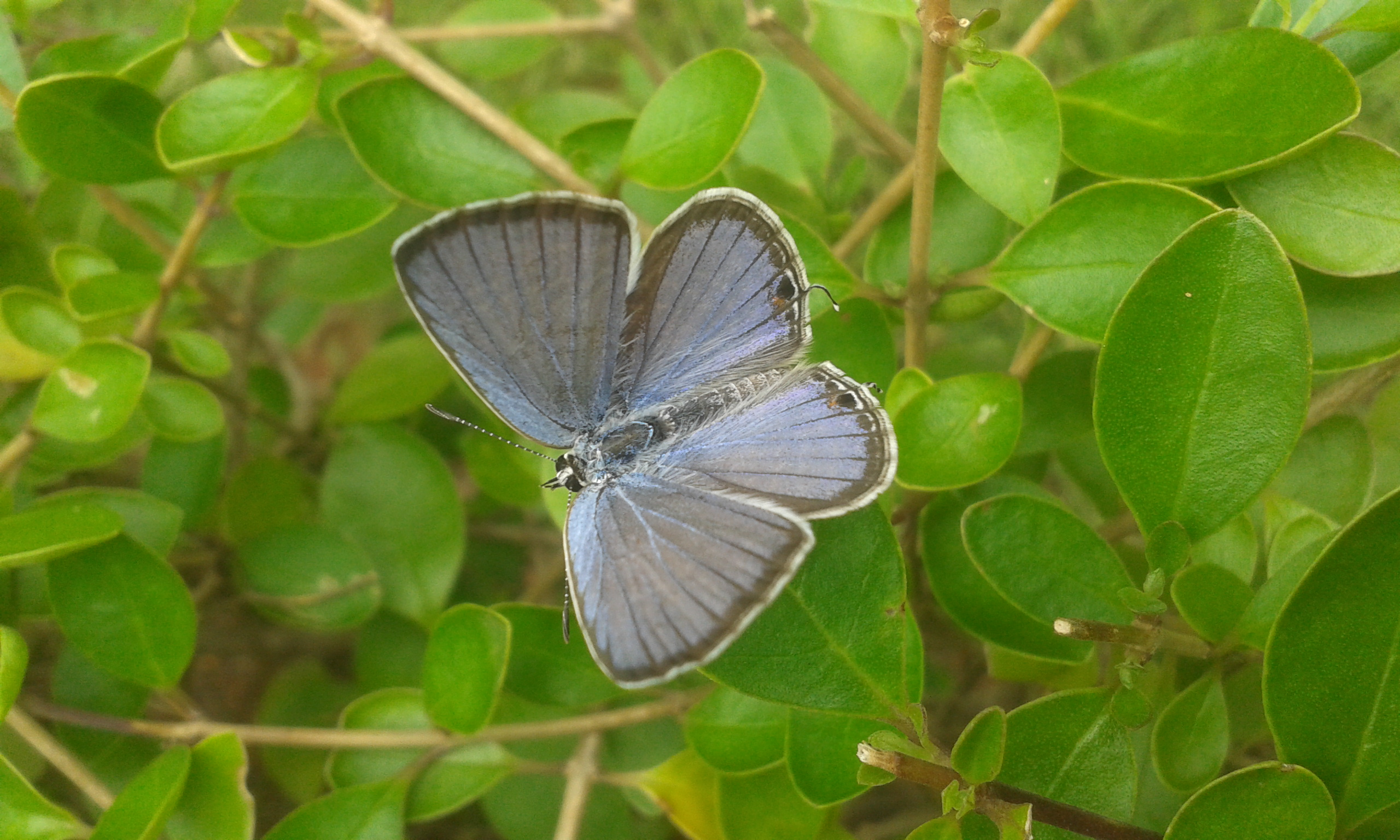
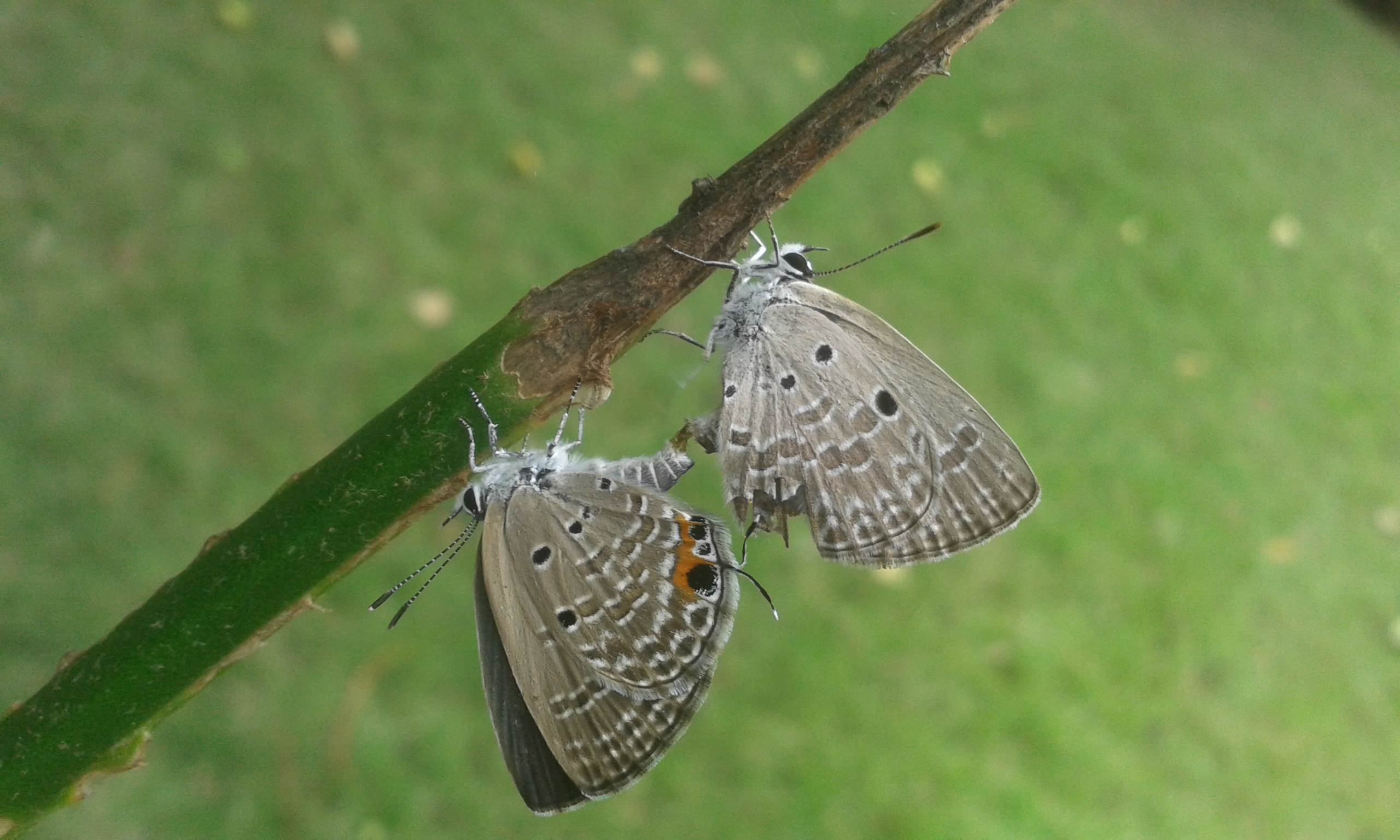